# Heligolandais

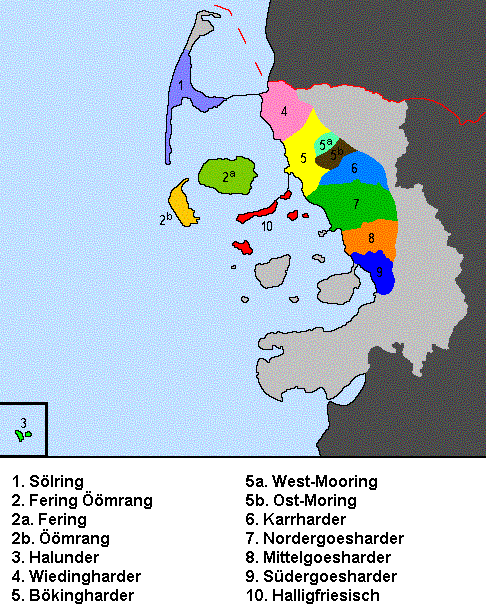
Localisation des différents dialectes du frison septentrional ; Heligoland en bas à gauche

Le Heligolandais (Halunder) est un dialecte frison septentrional parlé à Heligoland, un petit archipel allemand au sud-est de la mer du Nord. L'île compte environ 1 650 habitants, mais seules quelques centaines de personnes (un tiers environ) parlent encore cette langue. 
La langue est enseignée dans les écoles de l'archipel et des cours pour adultes. Le Heligolandais est permis sur l'île par la loi insulaire à côté de l'allemand standard comme langue pour l'administration. La bibliothèque municipale d'Heligoland détient un fonds historique en heligolandais.
Contrairement au dialecte parlé dans l'arrondissement de Frise-du-Nord, le heligolandais montre une influence faible par rapport au danois ou au dialecte du Jutland-du-Sud (Sønderjysk), par contre  elle est sous une forte influence du bas allemand.
Clairement cette différence sur les mots est la négation nicht : tandis que les autres dialectes des îles frisonnes septentrionales montrent un emprunt lexical au danois, (par exemple le fering : ei, le mooring : ai), dans le heligolandais il est dérivé du ni du bas allemand.